# 喬氏喙鱸
喬氏喙鱸為輻鰭魚綱鱸形目鱸亞目鮨科的其中一種，被IUCN列為瀕危保育類動物，分布於中東太平洋區，從美國加州至墨西哥Mazatlan海域，棲息深度5-30公尺，體長可達198公分，棲息在珊瑚礁、海草床，為底棲性魚類，屬肉食性，生活習性不明，可作為食用魚、遊釣魚。